# Priuralskoje
Priuralskoje (ros. Приуральское) – wieś (sieło) w Rosji, w Republice Komi, w rejonie pieczorskim. W 2010 liczyła 318 mieszkańców.